# Comuna Cordun, Neamț
Cordun (în trecut, Simionești) este o comună în județul Neamț, Moldova, România, formată din satele Cordun (reședința), Pildești și Simionești.

## Așezare
Comuna se află în estul județului, pe malul stâng al râului Moldova, imediat la nord-vest de municipiul Roman, acolo unde Moldova primește apele afluentului Ciurlic. Este străbătută de șoseaua județeană DJ207B, care o leagă spre sud de Roman (unde se termină în DN2) și spre nord de Săbăoani (unde se termină tot în DN2).

## Demografie
Componența etnică a comunei Cordun
     Români (90,84%)
     Alte etnii (0,13%)
     Necunoscută (9,03%)
Componența confesională a comunei Cordun
     Romano-catolici (47,85%)
     Ortodocși (41,76%)
     Alte religii (0,76%)
     Necunoscută (9,63%)
Conform recensământului efectuat în 2021, populația comunei Cordun se ridică la 6.842 de locuitori, în creștere față de recensământul anterior din 2011, când fuseseră înregistrați 6.333 de locuitori. Majoritatea locuitorilor sunt români (90,84%), iar pentru 9,03% nu se cunoaște apartenența etnică. Din punct de vedere confesional, cei mai mulți locuitori sunt romano-catolici (47,85%), cu o minoritate de ortodocși (41,76%), iar pentru 9,63% nu se cunoaște apartenența confesională.

## Politică și administrație
Comuna Cordun este administrată de un primar și un consiliu local compus din 15 consilieri. Primarul, Adrian Ciobanu[*], de la Partidul Național Liberal, este în funcție din 1996. Începând cu alegerile locale din 2024, consiliul local are următoarea componență pe partide politice:
|  | Partid                          | Consilieri | Componența Consiliului | Componența Consiliului | Componența Consiliului | Componența Consiliului | Componența Consiliului | Componența Consiliului | Componența Consiliului | Componența Consiliului | Componența Consiliului |
|  | ------------------------------- | ---------- | ---------------------- | ---------------------- | ---------------------- | ---------------------- | ---------------------- | ---------------------- | ---------------------- | ---------------------- | ---------------------- |
|  | Partidul Național Liberal       | 9          |                        |                        |                        |                        |                        |                        |                        |                        |                        |
|  | Partidul Social Democrat        | 4          |                        |                        |                        |                        |                        |                        |                        |                        |                        |
|  | Uniunea Salvați România         | 1          |                        |                        |                        |                        |                        |                        |                        |                        |                        |
|  | Alianța pentru Unirea Românilor | 1          |                        |                        |                        |                        |                        |                        |                        |                        |                        |

## Istorie
La sfârșitul secolului al XIX-lea, comuna făcea parte din plasa Moldova a județului Roman și era formată din satele Cordun și Simionești, cu 1386 de locuitori ce trăiau în 306 case. În comună existau o biserică și o școală mixtă cu 34 de elevi (dintre care o fată). La acea vreme, pe teritoriul actual al comunei mai funcționa, în aceeași plasă, și comuna Pildești, formată numai din satul de reședință, cu 803 locuitori; în această comună existau o școală mixtă cu 54 de elevi și o biserică catolică. Anuarul Socec din 1925 consemnează formarea comunei în formula actuală, sub denumirea de Simionești, având satele Cordun, Pildești și Simionești cu 3376 de locuitori și aflată în aceeași plasă.
În 1950, comuna a trecut în administrarea orașului regional Roman din regiunea Bacău (între 1952 și 1956, din regiunea Iași) și în timp a luat numele de Cordun, de la noua reședință. În 1968, Cordun a devenit comună suburbană a municipiului Roman, statut pe care l-a avut până în 1989, când s-a renunțat la conceptul de comune suburbane, iar comuna a fost subordonată direct județului Neamț.

## Personalități născute aici
- Gheorghe Știrbu (1916 - 2007), aviator, inginer constructor;
- Tudor Ghideanu (1938 - 2022), filozof, profesor universitar.